# Huehuetlán
Huehuetlán è una municipalità dello stato di San Luis Potosí, nel Messico centrale, il cui capoluogo è la omonima località.
Conta 15.311 abitanti e ha una estensione di 71,51 km².